# N&D
N&D este o formație muzicală din România înființată în anul 1999 de către Nicolae Marin alias NiCK, având hiturile din genul muzical R&B, Hip Hop.
NiCK (Nicolae Marin) este membru fondator al proiectului. S-a născut în data de 30 iulie 1977 în municipiul București.
Delia Matache a fost a doua solistă a grupului. S-a născut în data de 7 februarie 1982 în municipiul București.
Adriana Nicuta/Deea a fost a treia solista a grupului.

## Discografie

#### Explosion16 iulie2003
(producător Cat Music)
1. Când vine noaptea feat. Marian (Non-Stop) 3:43
2. Plâng după tine 3:24
3. Visez 3:17
4. Nu am voie 3:07
5. Unde greșesc 2:57
6. Te vreau pe tine 3:41
7. Nu te mai vreau 3:24
8. Să poți ierta 3:08
9. Când adorm 3:29

#### Nu vreau să te pierd15 mai,2002
(producător Media Services)
1. Nu vreau să te pierd 5:19
2. Știu ca ții la mine 3:47
3. N-am crezut
4. Pentru tine 3:31
5. Nopți și zile
6. M-ai mințit 1:22

#### Nu e vina mea1 ianuarie,2001
(producător Media Services)
1. Nu e vina mea 3:05
2. Nu e vina mea (remix) 4:13
3. Vreau să plâng 3:46
4. Pentru tine 3:31
5. Nu e vina mea (extended version) 5:10
6. Pentru tine (extended version)

#### Fac ce vreau26 februarie2000
(producător Cat Music)
1. Vreau să plâng 3:05
2. Nu pot să uit 3:26
3. Vino la mine (remix) 4:08 melodia anului 1999
4. Vreau să fiu cu tine
5. Fac ce vreau (club mix) 3:25
6. Te voi iubi mereu 3:36
7. Am greșit
8. Fac ce vreau 3:07

#### Altfel21 noiembrie1999
(producător Cat Music)
1. Altfel 3:26
2. Același drum 3:35
3. Nu pot să te uit
4. Nu mă lăsa 3:43
5. Vino la mine 3:36
6. Visul tău